# Vestibolo (architettura)

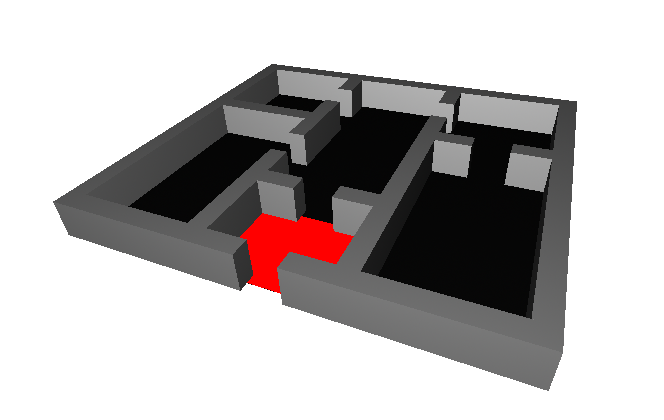
Pianta schematica di un moderno vestibolo (in rosso)

Per vestibolo (lat. vestibulum) s'intende, nell'architettura dell'evo moderno, una sala d'ingresso di rappresentanza. 

## Storia
Secondo Johannes Emil Kuntze, lo scopo originario del vestibolo  era quello di scuderia e luogo di stazionamento di cavalli in una fattoria.

### Antica Grecia
I vestiboli erano assai comuni nei templi dell'antica Grecia. A causa delle tecniche costruttive disponibili a quell'epoca, non era possibile costruire ampie campate e quindi molti ingressi avevano due file di colonne che sostenevano il tetto e creavano uno spazio separato intorno all'ingresso. 
I greci li chiamavano prodromos o prothyron: si trattava di una specie di corte, situata fra la porta d'ingresso e la via pubblica, ove veniva ricevuto colui che si recava a salutare il padrone di casa in modo che, pur non entrando all'interno di questa, egli non restasse sulla pubblica via.

### Roma antica
Nell'antica architettura romana si intendeva inizialmente per vestibulum uno spazio sontuosamente costruito fra la strada e la porta d'ingresso delle case di persone ricche. Nel periodo tardo-romano il termine prese a indicare lo spazio fra la porta d'ingresso della casa e l'Atrio. Si trattava di una via di mezzo fra una moderna sala d'ingresso e un porticato. Per entrare nella casa romana (domus) bisognava attraversare il vestibolo prima di entrare nell'atrio.

### Medioevo
Dopo il V secolo i vestiboli furono usati nelle chiese cristiane sia in Oriente che in Occidente.  L'insieme di portico e vestibolo era chiamato galilea.
Tuttavia non vi è traccia di vestiboli nei castelli o nelle case signorili feudali, ove le scale sono a vista o celate non più di quanto lo siano nelle case borghesi, ove la porta d'ingresso si apre direttamente sulla sala o sulla cucina.

## Vestiboli

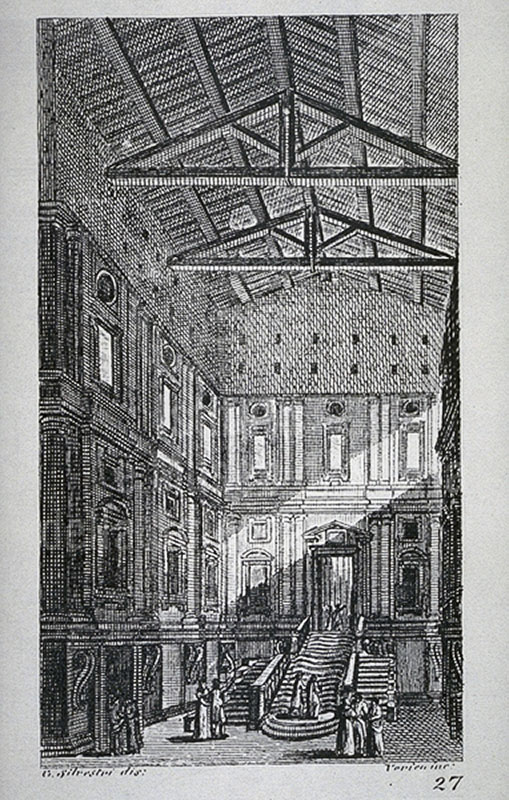
Vestibolo (rinascimentale) della Biblioteca Medicea Laurenziana in una stampa del XIX secolo
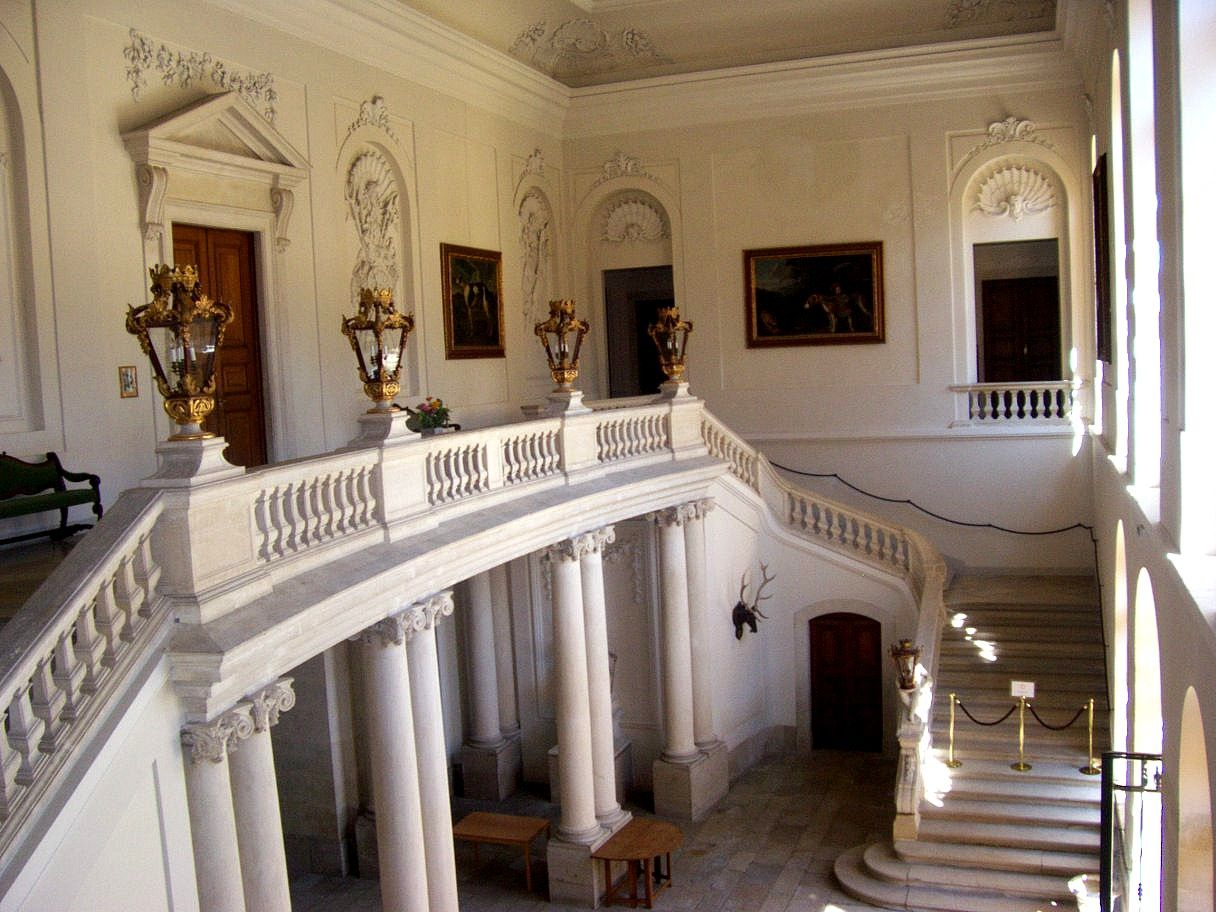
Vestibolo (barocco) nel Castello di Eckartsau
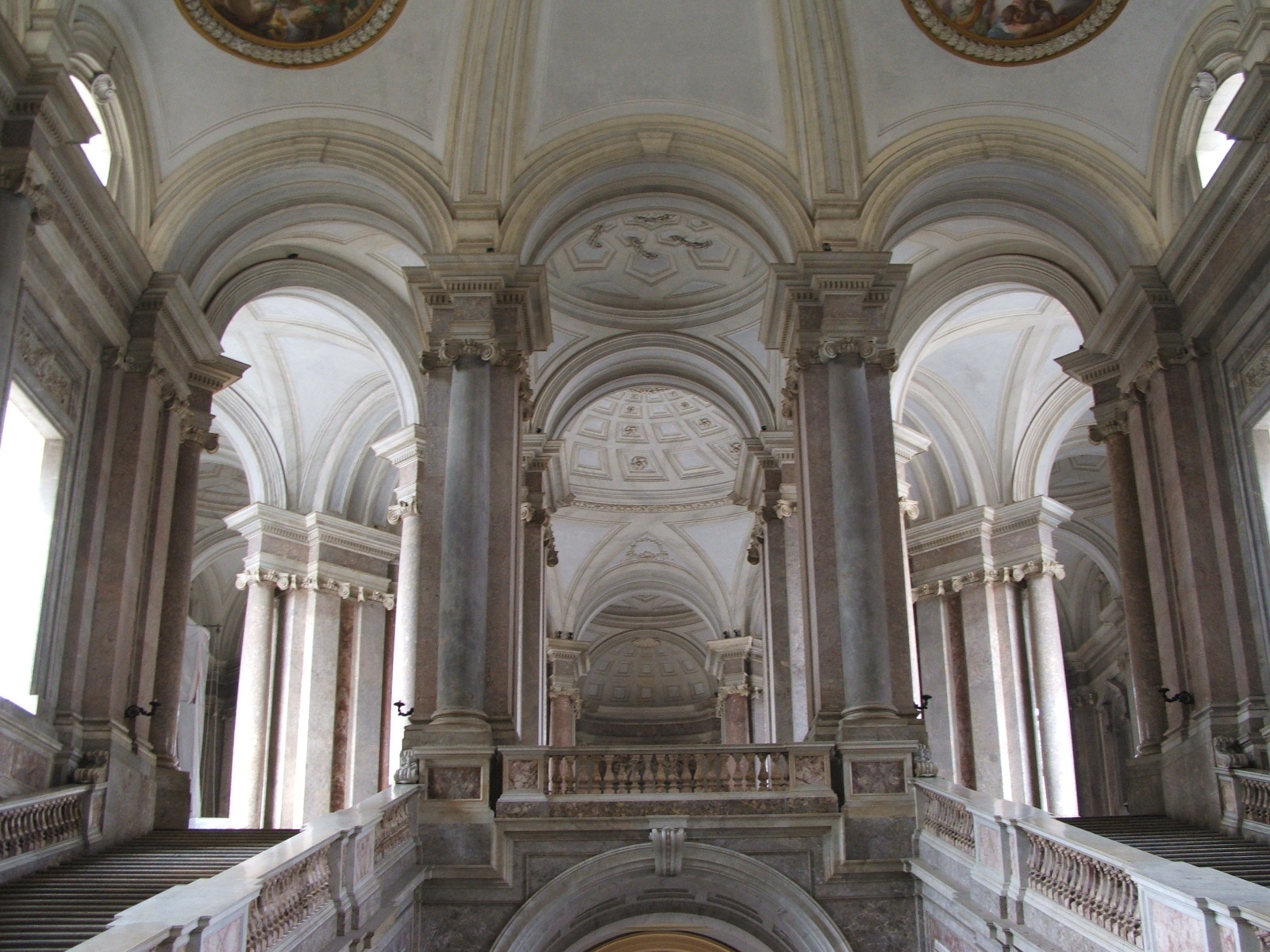
Scorcio del vestibolo della Reggia di Caserta
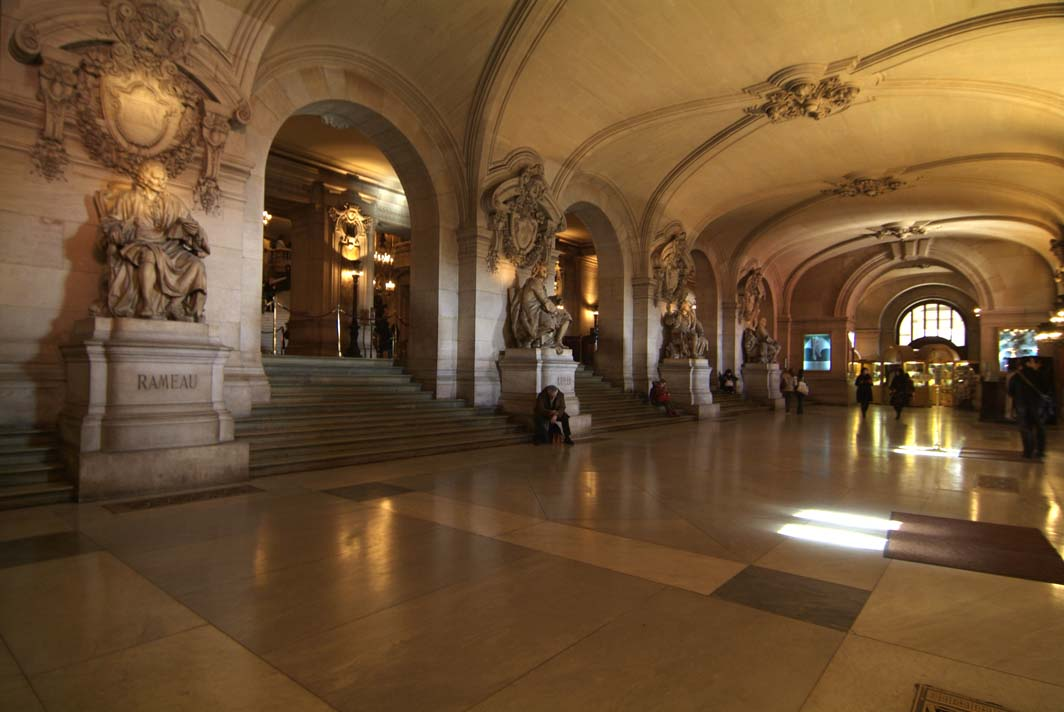
Vestibolo dell'Opéra Garnier a Parigi
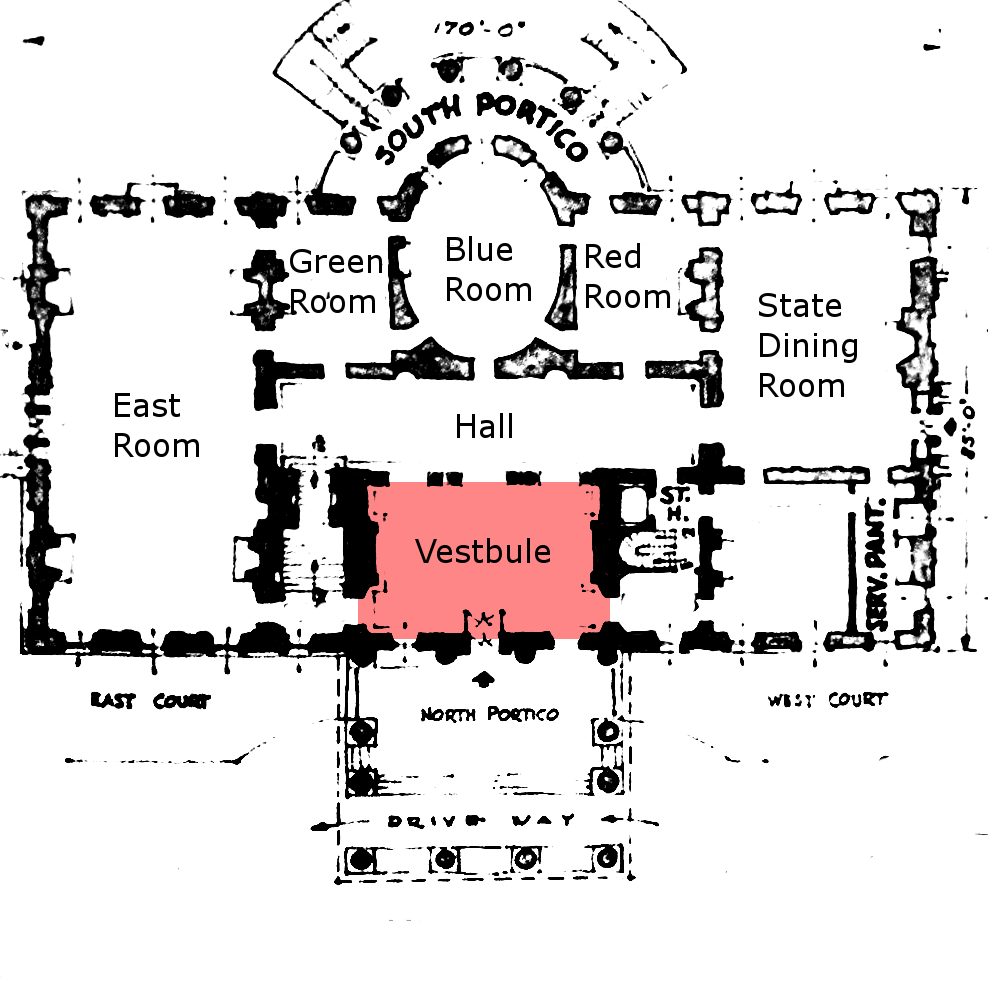
Vista in pianta della Casa Bianca (Vestibolo in rosso)
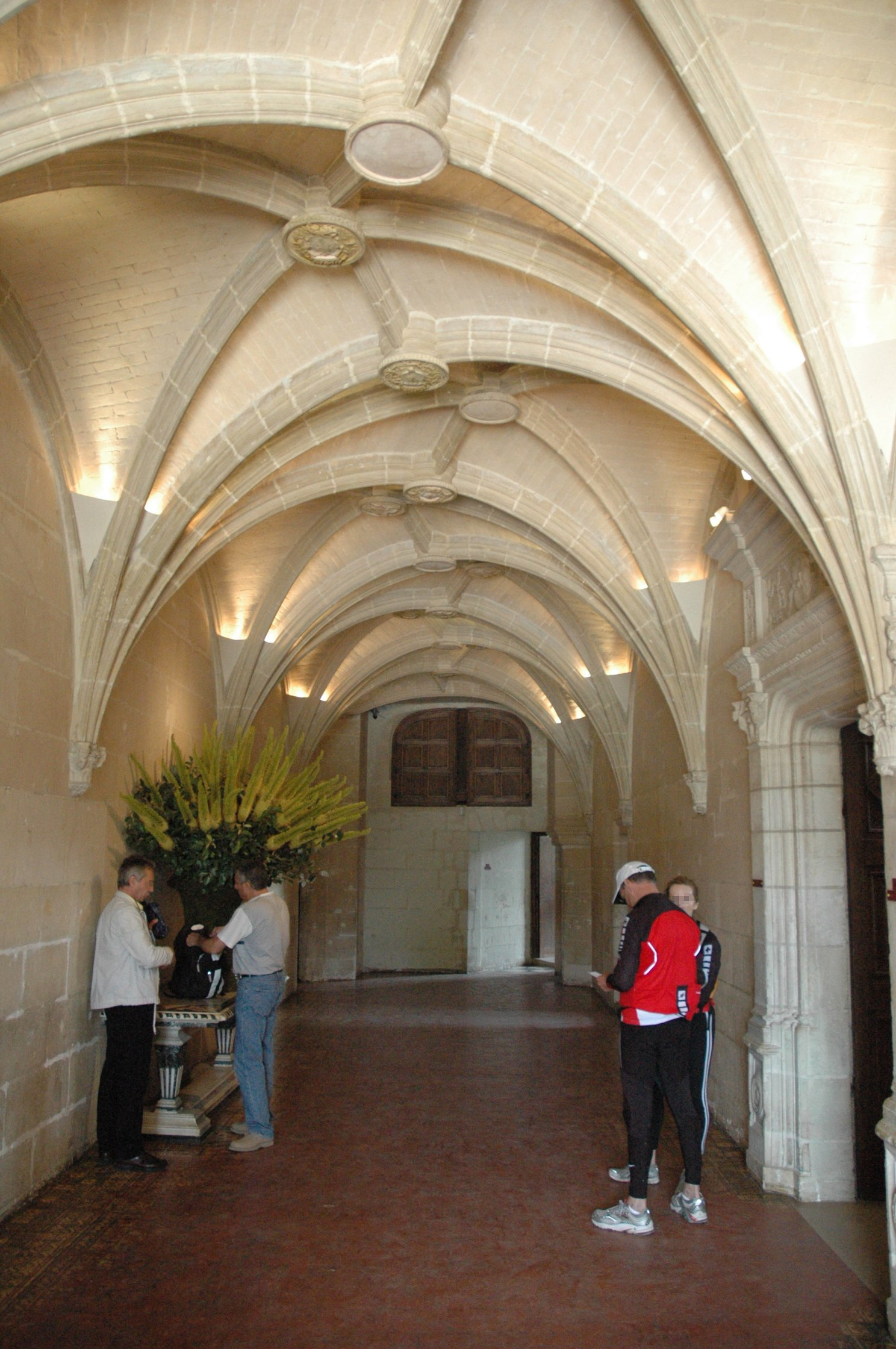
Castello di Chenonceau: volta a crociera del vestibolo
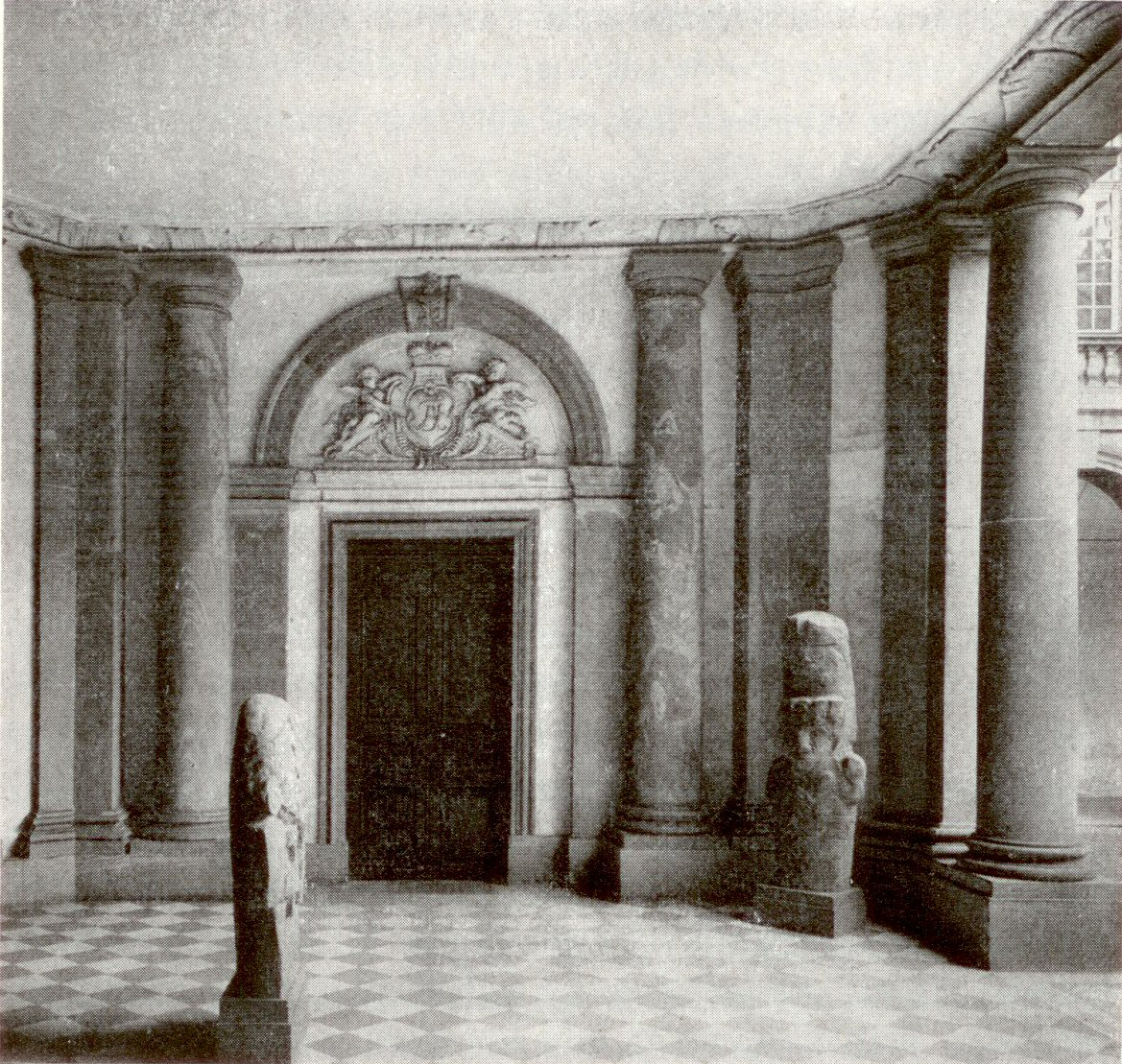
Vestibolo del Palazzo Thurm und Taxis di Francoforte
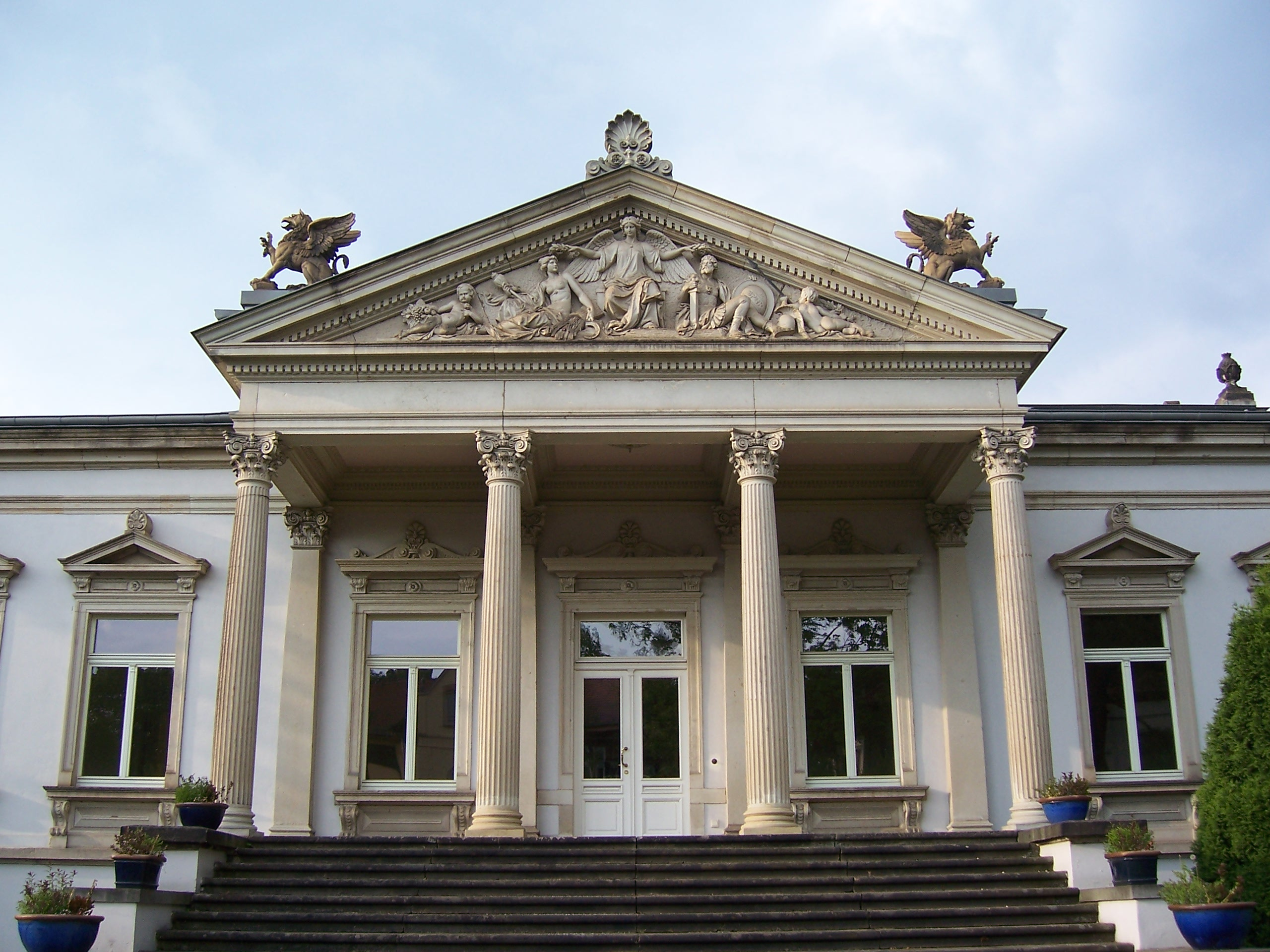
Villa Ilgen a Blesewitz (Dresda): frontale con vestibolo
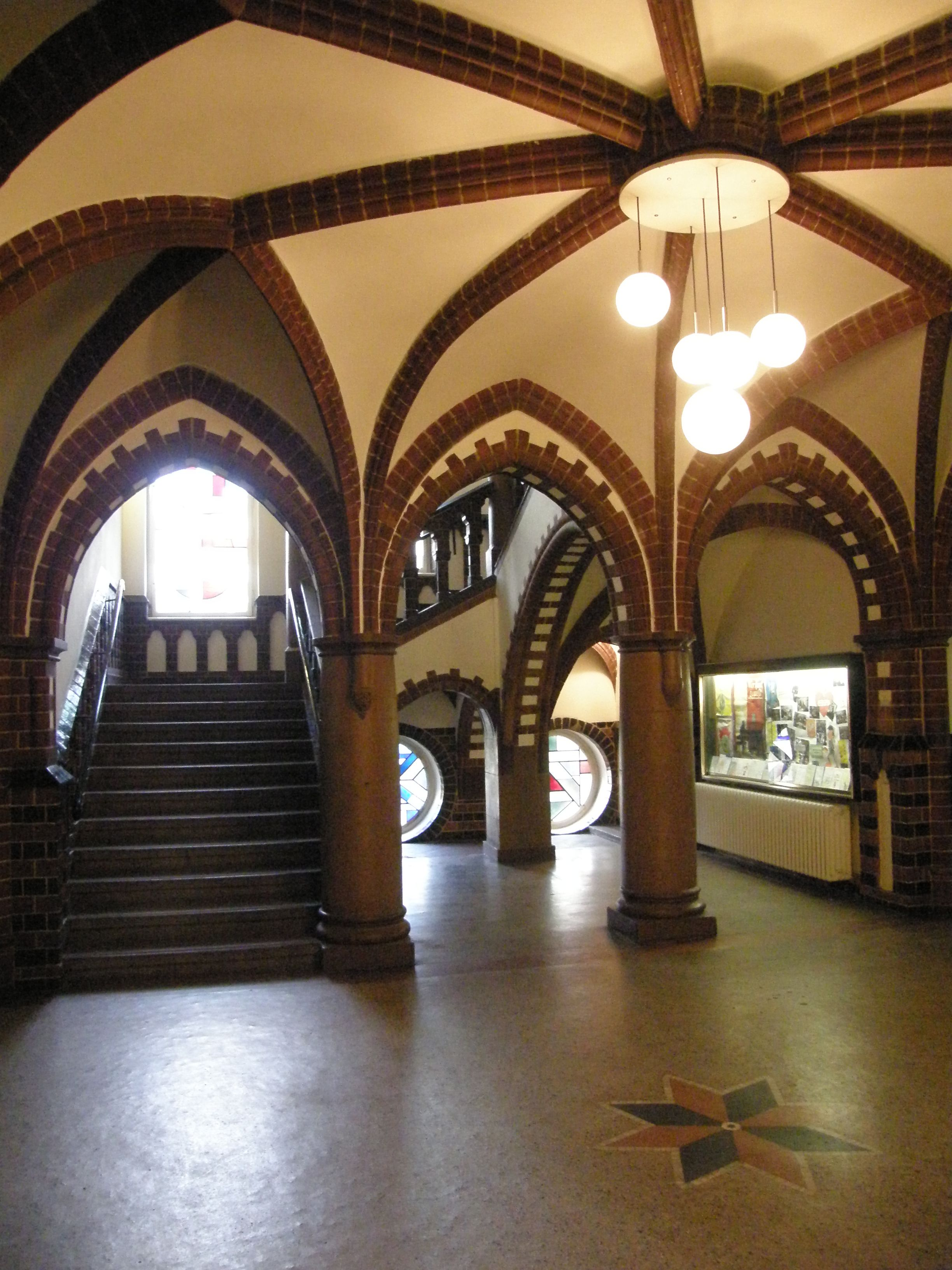
Volte a raggiera del vestibolo del municipio di Schmargendorf